# Assistència sanitària a Israel

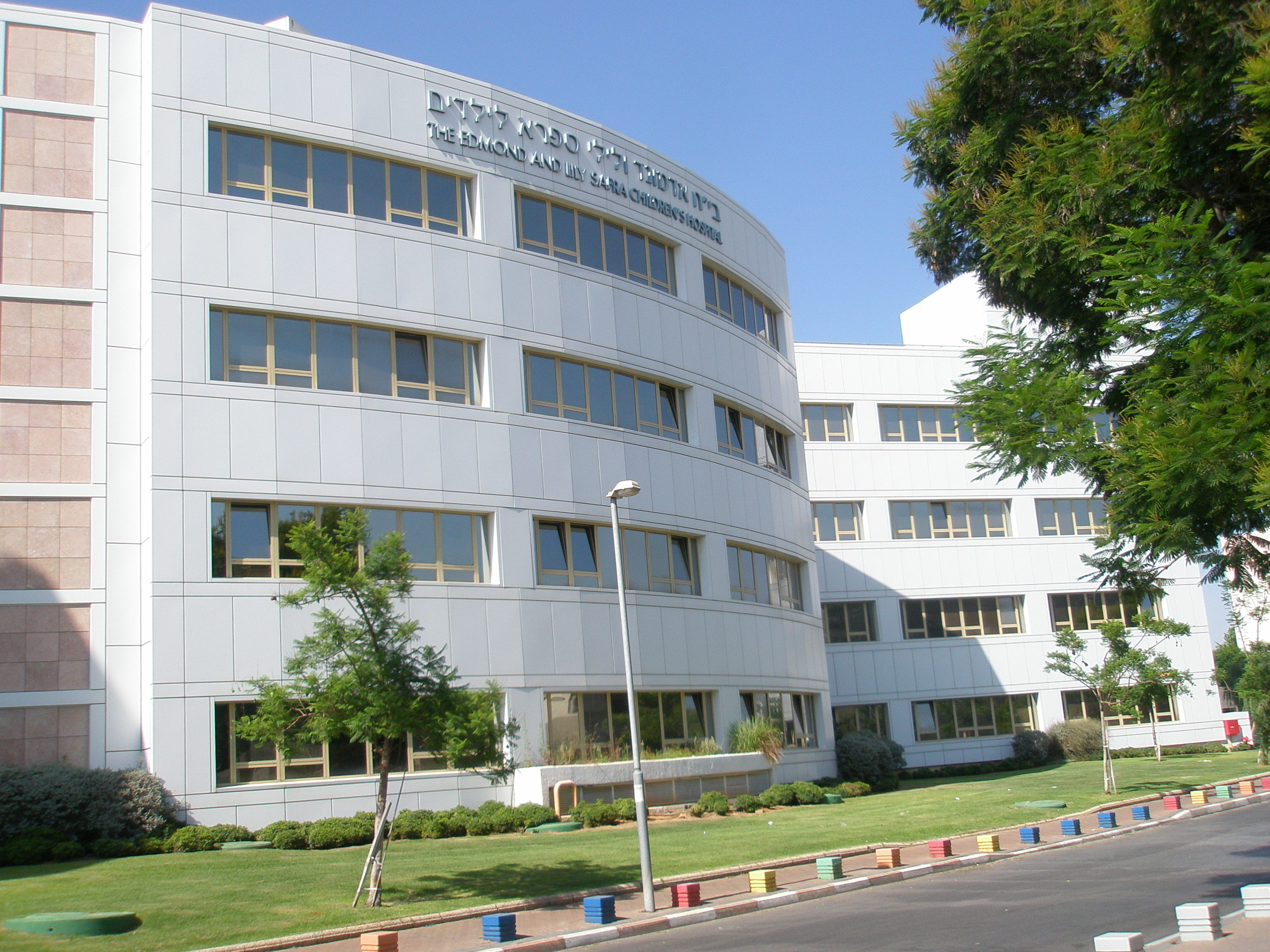
Hospital infantil Safra, Tel Hashomer.

L'assistència sanitària a Israel és universal i la participació en un pla d'assegurança mèdica és obligatòria. Tots els ciutadans israelians tenen garantit un tractament mèdic bàsic com a dret fonamental. Segons una llei aprovada en els anys noranta, els ciutadans es poden unir a un dels quatre fons d'assistència sanitària per rebre un tractament bàsic, però poden augmentar la seva cobertura mèdica pagant un suplement.
En una enquesta que va tenir lloc a 48 països a l'any 2013, el sistema sanitari israelià va quedar quart en termes d'eficàcia, comparat amb altres sistemes sanitaris d'arreu del món.
La salut a Israel la proveeix tant l'estat com les institucions mèdiques privades, sent un sistema universal mixt i obligatori. És administrat per un petit nombre d'organitzacions amb fons del govern. Tots els ciutadans d'Israel tenen dret a aquesta atenció mèdica que és finançada per tots els ciutadans independentment dels seus mitjans econòmics.
Segons un estudi realitzat en l'any 2000 per l'Organització Mundial de la Salut, Israel posseeix un dels millors sistemes de salut del món.